# 眠りなき夜
『眠りなき夜』（ねむりなきよる）は、日本のハードボイルド・推理作家北方謙三が著した長編ハードボイルド小説。
第4回吉川英治文学新人賞、第1回日本冒険小説協会大賞を受賞。物語は主人公・谷の一人称で語られる。

## あらすじ
弁護士・戸部が失踪した。そして死体が発見される。この事件の裏にあるものとはなにか。戸部の親友で弁護士の谷は、真相を暴くべく疾走する。

## 書籍情報
- 1982年10月　集英社より単行本刊行。
- 1986年4月　集英社文庫版刊行。

| スタブアイコン | サブスタブ | この項目は、まだ閲覧者の調べものの参照としては役立たない、文学に関連した書きかけの項目です。この項目を加筆・訂正などしてくださる協力者を求めています（P:文学、PJ:ライトノベル）。項目が小説家・作家の場合には{Writer-substub}を、文学作品以外の本・雑誌の場合には{Book-substub}を貼り付けてください。 |